# Mustafa Denizli
Mustafa Denizli (Alaçatı, 1949. november 10. –) török válogatott labdarúgó, edző.
A török válogatott szövetségi kapitánya volt 1996 és 2000 között. A 2000-es Európa-bajnokságra kijuttatta a nemzeti csapatot.

## Sikerei, díjai

### Játékosként
Altay
- Török kupagyőztes (1): 1966–67

Egyéni
- török bajnokság gólkirálya (1): 1979–80 (12 gól)

### Edzőként
Galatasaray
- Török bajnok (1): 1987–88
- Török kupagyőztes (1): 1990–91
- Török szuperkupagyőztes (3): 1987, 1988, 1991

Fenerbahçe
- Török bajnok (1): 2000–01

Beşiktaş
- Török bajnok (1): 2008–09
- Török kupagyőztes (1): 2008–09